# Фурнье, Пьер (аббат)
Пьер Фурнье́ (фр. Pierre Fournié; 1738—1825) — французский аббат и эзотерик.
Жизнь аббата круто изменилась после встречи с Мартинесом де Паскуалисом, чьим секретарём он стал в конце 1760-х годов. Вступив в Орден избранных коэнов в Бордо, Фурнье пережил — по утверждениям Сен-Мартена, сменившего Фурнье на месте секретаря — множественные паранормальные состояния, которые сам Фурнье описал в сочинении «Чем мы были, что мы есть, и чем мы станем» (Ce que nous avons été, ce que nous sommes et ce que nous deviendrons; часть 1, 1801; часть 2, 1802).
Из-за революционных событий Фурнье был вынужден покинуть Францию и обосноваться в Англии, откуда в 1818—1821 годах он переписывался с немецким теософом Баадером.